# Battaglia di Steppes
La battaglia di Steppes venne combattuta in Belgio il 13 ottobre 1213 tra Hugh Pierrepont, vescovo di Liegi, ed il duca Enrico I di Brabante.

## Cause
Nel 1212, Alberto II, conte di Dagsburg, ultimo regnante della contea di Moha, era morto senza eredi. Sia Enrico I di Brabante che Luigi II di Loon erano imparentati con Alberto e pretendevano per sé la contea. Enrico era anche alleato col re di Francia, il quale minacciava di invadere le Fiandre, tradizionali alleate del vescovato di Liegi. Questo diede ad Enrico il pretesto per invadere il vescovato ed assediare Liegi. Impreparato, il duca di Brabante si ritirò ben presto, saccheggiando però i territori del vescovato e ponendo a ferro e fuoco la città di Tongeren.
Il vescovo Hugh Pierrepont raccolse i propri alleati, il conte Luigi II di Loon, il conte di Rochefort ed i cittadini di Huy con l'intento di inseguire i brabantini.

## La battaglia
Le due parti si scontrarono nelle piane di Steppes. Enrico allineò il suo esercito nella parte più alta del terreno col sole alle spalle, premunendosi inoltre di donare la propria armatura ad uno dei suoi cavalieri per evitare di divenire un chiaro bersaglio durante lo scontro. Hugh pose invece le armate di Luigi sull'ala destra, quelle del conte di Rochefort sull'ala sinistra e si pose al centro con la milizia di Liegi e Huy.
Luigi attaccò per primo sbaragliando i brabantini sull'ala destra. Quindi il resto dell'armata di Liegi partì dal centro. Quando il cavaliere con l'armatura di Enrico I rimase ucciso, il panico iniziò a diffondersi nella cavalleria brabantina che iniziò ad abbandonare il campo di battaglia. La milizia di Liegi, intenzionata a vendicarsi della distruzione dei propri terreni, macellò la fanteria brabantina inseguendola per diversi chilometri, uccidendo quanti più uomini potessero.

## Conseguenze
La battaglia di Steppes è una delle prime battaglie dove un esercito professionista viene battuto da un esercito civile. Moha venne annessa a Liegi.
La battaglia diede adito alla locale leggenda dell'intervento della Vergine Maria la cui statua sul campo avrebbe riflesso il sole della giornata accecando i brabantini e diffondendo tra loro il panico coi primi soldati che rimasero accecati. Il miracolo è ancora oggi celebrato ogni anno a maggio.